# Jackson Mendy
Jackson Mendy (* 25. Mai 1987 in Mont-Saint-Aignan) ist ein senegalesisch-französischer Fußballspieler.
Über US Quevilly gelangte der meist als Linksverteidiger eingesetzte Mendy im Sommer 2006 zum französischen Erstligisten Stade Rennes, für welchen er mit der Reservemannschaft im Championnat de France Amateur antrat und für diese 23 Spiele absolvierte. Bereits zur Folgesaison verließ Mendy Rennes und schloss sich dem Paris FC an, für welchen er nach 10 Partien im zweiten Halbjahr 2007 ab 2008 jedoch nicht mehr zum Einsatz kam.
Im Sommer 2008 absolvierte Mendy ein Probetraining beim deutschen Zweitligisten Hansa Rostock und wurde von diesem unter Vertrag genommen, kam trotz zwischenzeitlicher Zugehörigkeit zur Profimannschaft während der Saisonvorbereitung aber ausschließlich für Rostocks Reserve zum Einsatz. So absolvierte er in der Spielzeit 2008/09 27 Partien in der viertklassigen Regionalliga, bevor er im Sommer 2009 zum Bundesliga-Aufsteiger SC Freiburg wechselte. Dabei wurde Mendy auch in Freiburg zunächst der Reservemannschaft zugeteilt, so dass er für diese zunächst 14 Einsätze in der Saison 2009/10 der Regionalliga absolvierte. Nachfolgend wurde er jedoch in die Profimannschaft Freiburgs berufen, absolvierte am 28. November 2009 seinen ersten Einsatz für diese und gehörte auch an den folgenden vier Spieltagen zur Startformation des Bundesliga-Aufsteigers, der in der Saison 2009/10 den Klassenerhalt in Deutschlands höchster Spielklasse erreichte. Obgleich er auch weiterhin in Freiburgs Reservemannschaft aufgeboten wurde, spielte sich Mendy hierdurch auch in den Fokus der senegalesischen Nationalmannschaft, für die er am 27. Mai 2010 im Freundschaftsspiel gegen Dänemark seinen ersten Einsatz bestritt.
Nachdem Mendy in den Planungen des Freiburger Trainers Robin Dutt für die Saison 2010/11 keine Rolle mehr spielte und in die 2. Mannschaft zurückversetzt wurde, wechselte er Mitte August zum französischen Zweitligisten Grenoble Foot 38.
Zur Saison 2011/12 wechselte er zu AC Ajaccio. Im Winter verließ er Ajaccio schon wieder und wechselte zum APO Levadiakos.